# Inhacorá
Inhacorá este un oraș în Rio Grande do Sul (RS), Brazilia.